# Chrysocolletes pilosus
Chrysocolletes pilosus là một loài Hymenoptera trong họ Colletidae. Loài này được Maynard mô tả khoa học năm 1996.